# Akne Montecalfi
Akne Montecalfi – bohaterka powieści Stanisława Ignacego Witkiewicza 622 upadki Bunga, czyli Demoniczna kobieta, tytułowa "demoniczna kobieta".
Jest to śpiewaczka operowa w typie modernistycznej femme fatale, epatująca erotyzmem. Ma przemożny wpływ na Bunga, "odciąga go od szczytnego powołania, jakim jest służba sztuce i sprowadza do roli seksualnego przyrządu", stanowiąc kwintesencję kobiecości według Witkacego.
Pierwowzorem postaci była Irena Solska, z którą Witkacy miał romans.